# Randi Blehr
Randi Marie Blehr, née Nilsen (12 février 1851 – 13 juin 1928) est une féministe, suffragette et militante des droits des femmes norvégienne. Elle est l'épouse du Premier ministre norvégien Otto Blehr et la mère de Eivind Blehr. Elle est cofondatrice de l'Association norvégienne pour les droits des femmes, et préside l'association de 1895 à 1899 puis de 1903 à 1922,,.

## Enfance
Née Randi Nilsen, elle voit le jour en 1851 à Bergen, d'un courtier, Andreas Rasmussen Nilsen (1822-1898) et de Margrethe Andrea Tornøe (1827-1909) ; elle est l'aînée de leurs onze enfants. Elle ne reçoit aucune éducation formelle, mais se forme artistiquement très jeune en dessin, théâtre et musique. À l'âge de 17 ans, elle rejoint la plus ancienne association de langue norvégienne Vestmannalaget et s'implique dans la création du Den Nationale Scene, le plus ancien et le plus grand théâtre de Bergen. En 1876, elle épouse Otto Blehr, un avocat et homme politique de gauche membre du Parti Libéral.

## Carrière
Blehr s'implique dans les mouvements féministes norvégiens dans les années 1880. Elle rejoint le Skuld, un groupe de discussion pour étudiantes en 1883 et cofonde l'Association norvégienne pour les droits des femmes (Kvindesagsforening) l'année suivante. Elle est la présidente de 1895 à 1899 puis entre 1903 et 1922. En tant que présidente de l'association, elle lutte pour l'amélioration des conditions sociales et économiques des femmes au foyer et des femmes de la classe ouvrière. Elle pétitionne auprès du Parlement norvégien pour qu'il formalise la formation professionnelle des femmes avec la création de cours pour les femmes de chambre, les cuisinières et les femmes au foyer. Sous sa présidence, l'association plaide également pour l'égalité des salaires et pour la reconnaissance de paternité des enfants nés hors mariage.
En 1885, puisque l'Association pour les droits des femmes décide de ne pas inclure le droit de vote dans ses revendications, Randi Blehr cofonde l'Association pour le suffrage féminin (Kvinnestemmerettsforeningen) avec Gina Krog. Un an plus tard, elle aide à la création de l'Association norvégienne des femmes pour la santé publique (Norske Kvinners Sanitetsforening). En 1903, elle est élue présidente de l'Association des Femmes norvégiennes pour la Paix (Norske Kvinners Fredsforbund). Pendant la carrière politique de son époux, ils déménagent en Suède où elle travaille comme hôtesse à la Norska Ministerhotellet à Stockholm.
Blehr reçoit la Médaille Royale du Mérite en or (Kongens fortjenstmedalje) pour son 70e anniversaire en 1921. Elle meurt le 13 juin 1928 et est enterrée au cimetière de Notre-Sauveur à Oslo,.